# 1506 en science
| Années de la science : 1503 - 1504 - 1505 - 1506 - 1507 - 1508 - 1509    |
| Décennies de la science : 1470 - 1480 - 1490 - 1500 - 1510 - 1520 - 1530 |

Cet article présente les faits marquants de l'année 1506 en science.

## Événements
- Vers 1506 : Nicolas Copernic conçoit son système héliocentriste  qu'il résume à Heilsberg vers 1510-1514 dans le Commentariolus (en)[1].

## Naissances
- Giulio Alessandrini (mort en 1590), médecin, écrivain et poète italien.
- Vers 1506 : Jean Fernel (mort en 1558), astronome, mathématicien et médecin français.

## Décès

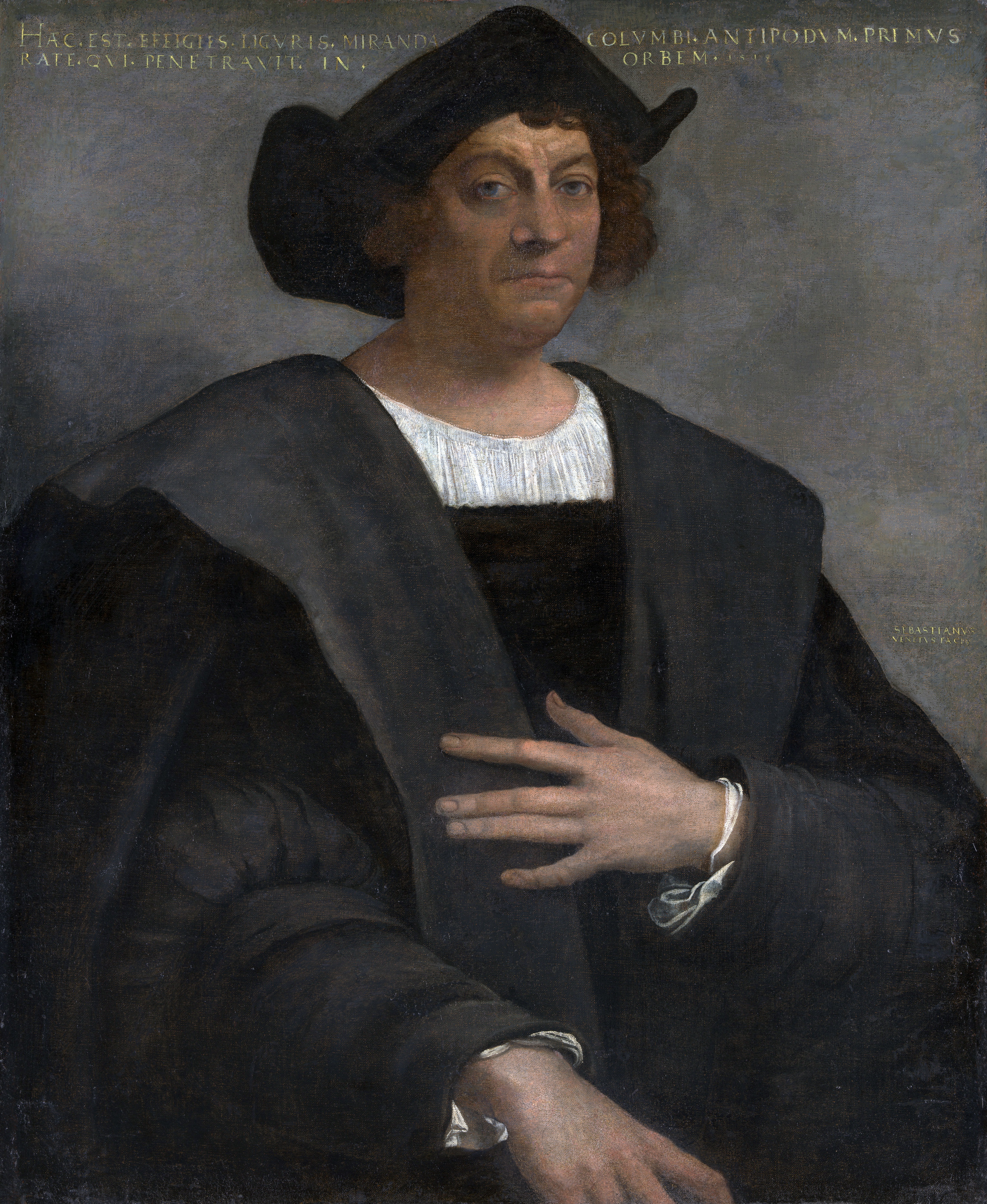
Christophe Colomb

- 20 mai : Christophe Colomb (né en 1451), marin et explorateur génois, découvreur de l'Amérique.